# Karl Kamann
Karl Kamann (* 19. Dezember 1899 in Köln; † 10. April 1959 in Wien) war ein deutscher Sänger (Bassbariton).

## Leben
Karl Kamann stammte aus dem Rheinland. Gesangsunterricht erhielt er bei Kammersänger Max Büttner in Karlsruhe. Außerdem wurde er in Mailand ausgebildet. 1920/21 erhielt er sein erstes Engagement am Staatstheater Karlsruhe. Danach war er in Freiburg (1921 bis 1924), Nürnberg (1924 bis 1927), Braunschweig (1927 bis 1931) und Chemnitz (1931 bis 1937) tätig.
1937 wurde er Mitglied der Wiener Staatsoper. Dort trat er insbesondere als Heldenbariton und Wagner-Interpret hervor. 1938 debütierte er unter Wilhelm Furtwängler bei den Salzburger Festspielen als Hans Sachs in Wagners Meistersinger von Nürnberg. Außerdem sang er erstmals im Royal Opera House in Londons Covent Garden den Wotan in Wagners Walküre. 1952 hatte er seinen Auftritt bei den Bayreuther Festspielen. 1954 trat er beim Maggio Musicale Fiorentino als Lysiart in Webers Euryanthe auf. Weitere Gastspiele führten ihn an Opernhäuser in ganz Europa (Paris, Berlin, München, Brüssel, Lüttich, Bordeaux, Venedig, Rom, Florenz, Neapel, Triest, Kopenhagen, Amsterdam, London, Liverpool, Palermo, Catania, Neapel, Perugia, Den Haag, Barcelona) und Brasilien. Bei der Wiedereröffnung der Wiener Staatsoper 1955 sang er den Minister in Beethovens Fidelio. Seinen letzten Auftritt hatte er 1958 als Borromeo Pfitzners Palestrina.
Sein Repertoire war sehr umfangreich: Neben Wagneropern sang er u. a. Tiefland (Sebastino), Salome (Jochanaan), Königskinder (Spielmann), Wozzeck (Titelrolle), Rigoletto (Titelrolle), Aida (Amonasro), Cavalleria rusticana (Alfio), Rosenkavalier (Faninal), Tosca (Scarpia), La fanciulla del West (Jack Rance), Carmen (Escamillo), Les Huguenots (Nevers), Hoffmanns Erzählungen (Dämonen), Boris Godunow (Titelrolle), Pelléas et Mélisande (Golo) und Jonny spielt auf (Jonny). 1930 brachte er Fritz Reuters Kantate Huttens letzte Tage zur Uraufführung.
Kamann war Mitglied der Genossenschaft Deutscher Bühnen-Angehöriger.
Er war in erster Ehe mit der Lily Borsa verheiratet. Seine zweite Frau war die Sopranistin Herma Schramm. 1959 verstarb er im Hanusch-Krankenhaus im 14. Wiener Gemeindebezirk.

## Auszeichnungen
- 1952: Kammersänger